# I. Luftwaffen-Feldkorps
La I. Luftwaffen-Feldkorps (1er Corps de campagne de la Luftwaffe) devait être l'un des principaux Corps de la Luftwaffe allemande durant la Seconde Guerre mondiale.
Ce Corps aurait dû être formé en novembre 1942, à partir de la XIII. Fliegerkorps.

Ce Corps, bien que planifié, ne restera qu'à l'état de projet et ne fut jamais levé.
Il aurait dû avoir les dispositions suivantes :

## Commandement

Drapeau du chef du Luftwaffen-Feldkorps

| Grade               | Nom            |
| ------------------- | -------------- |
| General der Flieger | Erich Petersen |

## Chef d'état-major
| Grade          | Nom                    |
| -------------- | ---------------------- |
| Oberstleutnant | Karl-Heinz von Hofmann |

## Unités subordonnées
- Luftwaffen-Korps-Nachrichten-Abteilung 1